# 贝松库尔
贝松库尔（法語：Bessoncourt，法語發音：[bɛsɔ̃kuʁ]）是法国勃艮第-弗朗什-孔泰大区贝尔福地区省的一个市镇，位于该省东部，属于贝尔福区。

## 地理
贝松库尔（47°38'44"N, 6°55'56"E）面积7.8 平方千米，位于法国勃艮第-弗朗什-孔泰大區贝尔福地区省，该省份为法国东北部内陆省份，东临上莱茵省，北起孚日省，西接上索恩省，南与杜省和瑞士接壤。
与贝松库尔接壤的市镇（或旧市镇、城区）包括：法方、谢夫勒蒙、代内、弗赖、佩鲁斯、珀蒂克鲁瓦。

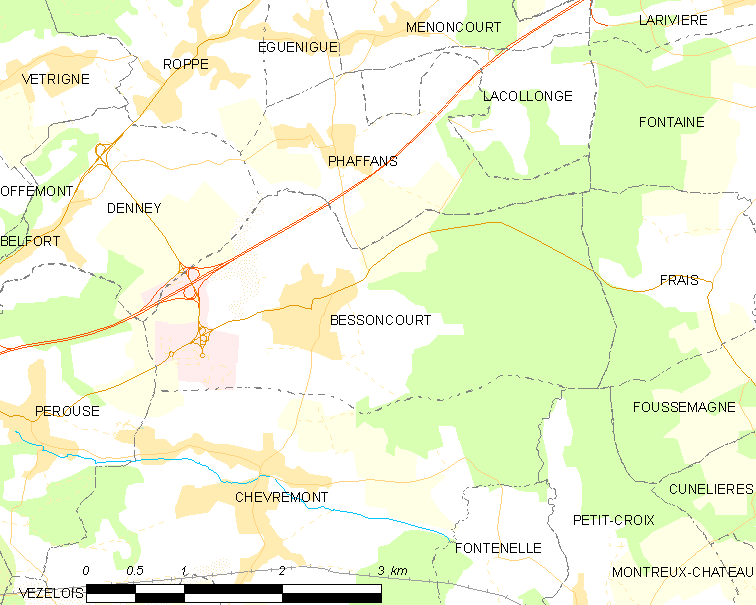
贝松库尔的OSM定位图

贝松库尔的时区为UTC+01:00、UTC+02:00（夏令时）。

## 行政
贝松库尔的邮政编码为90160，INSEE市镇编码为90012。

## 政治
贝松库尔所属的省级选区为格朗维拉尔县。

## 人口

1962-2008年间贝松库尔人口变化图示

贝松库尔于2022年1月1日时的人口数量为1304人。